# Râul Brăteni
Râul Brăteni este un curs de apă, afluent al râului Lechința. 

## Hărți
- Harta județului Bistrița